# Adronizzazione
L'adronizzazione, in fisica delle particelle, è il processo di formazione degli adroni a partire da quark e gluoni liberi. Si verifica in seguito alla formazione di quark e gluoni, durante le collisioni ad alta energia che avvengono negli acceleratori di particelle. A causa del principio di confinamento di colore, quark e gluoni non possono esistere individualmente. Nel Modello standard essi possono combinarsi con quark ed antiquark creati spontaneamente dal vuoto per formare adroni. Questi processi non sono ancora interamente compresi, tuttavia vengono studiati e parametrizzati secondo teorie perturbative della Cromodinamica quantistica. È possibile analizzare i processi di adronizzazione attraverso simulazioni Monte Carlo, a partire da generatori di eventi computerizzati come PYTHIA e HERWIG.

## Jet
Lo stretto cono di particelle creato dall'adronizzazione di un singolo quark o di un gluone è chiamato jet. I jet vengono comunemente osservati nei rivelatori di particelle e la loro presenza è una prova dell'esistenza dei quark, che non possono essere osservati direttamente. Secondo il principio di confinamento di colore, le particelle che trasportano una carica di colore, come i quark, non possono esistere liberamente ma possono esistere solo in stati a carica di colore nulla (colorless). Durante il processo di adronizzazione (anche denominato frammentazione) le particelle che trasportano carica di colore frammentano e ognuno dei frammenti porta con sé una parte della carica di colore. Intorno ai frammenti vengono a crearsi altre particelle con carica di colore, consentendo la formazione di particelle a carica di colore nulla (mesoni e adroni). 
Individuare il tipo di quark da cui si è originato il jet è molto importante per comprendere i processi fisici che hanno avuto luogo in seguito alla collisione. Il metodo più importante di identificazione del tipo di quark da cui si è formato un jet è il b-tagging (relativo ai quark b). Tecniche simili ma estremamente più complesse vengono impiegate per il c-tagging (individuazione dei jet provenienti da un quark c) a causa della sua massa inferiore. Per quanto riguarda i quark leggeri (quark up, quark down, quark strange) risulta impossibile identificarli a causa della grande quantità di jet di questo tipo presenti sotto forma di QCD background.

## Quark top
Il quark top, con una vita media di circa 5×10−25 secondi, decade prima di adronizzare, poiché la durata della sua brevissima vita è circa 20 volte più breve della scala di tempo delle interazioni forti che causano l'adronizzazione. Grazie al quark top si ha la possibilità di studiare un quark "nudo": tutti gli altri quark adronizzano e possono essere osservati unicamente all'interno di adroni. Inoltre, per questo motivo, non sono stati ancora osservati adroni composti dal quark top. 

## Plasma di quark e gluoni
In seguito al Big Bang avvenne un massiccio processo di adronizzazione, quando il plasma di quark e gluoni raggiunse la temperatura al di sotto della quale non possono esistere quark e gluoni liberi (corrispondente a un'energia di circa 170 MeV). Negli esperimenti di fisica che studiano le collisioni relativistiche di ioni pesanti è importante individuare i jet, poiché la loro presenza è un indicatore della fase in cui si trova la materia generata nelle collisioni. Quando la materia compie una transizione di fase verso il plasma di quark e gluoni, la perdita di energia nel mezzo cresce significativamente, estinguendo i jet in uscita.